# Muhammad Abduh
Muhammad ʿAbduh (in arabo محمد عبده‎?; Mahalla Nasr, 1849 – Alessandria d'Egitto, 11 luglio 1905) è stato un giurista, filosofo, teologo e muftī egiziano.
Fu il fondatore con Jamāl al-Dīn al-Afghānī del Riformismo islamico.

## Biografia
Originario d'una famiglia di fellah del villaggio di Maḥalla Naṣr, nel Basso Egitto (Governatorato di al-Buhayra), ʿAbduh ricevette un'istruzione tradizionale musulmana fin dalla più tenera età. Proseguì i suoi studi nella moschea di Ṭanṭa dedicata al popolarissimo riformatore sufi Aḥmad al-Badawī. Nel 1866, entrò nell'Università di al-Azhar, dove studiò la logica, la filosofia e il tasawwuf. La sua istruzione religiosa vera e propria non gli impedì di avvicinarsi al sufismo.

Nel suo libro "Risālat al-wāridāt" (Lettera delle ispirazioni mistiche) egli riserva a Dio l'esistenza reale e adotta una posizione prossima a quelle del monismo di Ibn ʿArabī.
Massone, nel 1868 figura tra i membri della loggia cairota  "La Concordia", appartenente alla Gran Loggia Unita d'Inghilterra.
In un trattato teologico scritto nel 1876 sotto forma di glosse che accompagnavano la professione di fede d'un teologo ashʿarita del XIV secolo, di nome al-Ijī, egli vi predica la tolleranza verso le diverse eterodossie islamiche.

Egli vi afferma peraltro il ruolo della ragione come guida della vera fede. Inoltre idee filosofiche fanno la loro apparizione in questa opera.

Influenzato dal dotto Jamāl al-Dīn al-Afghānī, che aveva incontrato al Cairo nel 1872, Muhammad ʿAbduh seguì regolarmente le sue conferenze. Afghānī era un filosofo e un riformatore musulmano che preconizzava nei suoi scritti il Panislamismo per resistere al colonialismo europeo. Sotto l'influenza di al-Afghānī, ʿAbduh combinò il giornalismo, la politica e i suoi profondi interessi per la spiritualità mistica.
Dopo essersi cimentato in campo giornalistico e politico, egli scrisse diversi articoli per il giornale cairota al-Ahram, in cui criticava la politica del Chedivè Isma'il Pascià.

Nei suoi scritti difendeva la rinascita della cultura arabo-islamica, la lotta contro la dominazione straniera e i governi islamici, mentre attaccava la corruzione e la divisione in seno alla comunità islamica.

Difendeva inoltre le scienze moderne e l'idea di una riforma della lingua araba.

Dal 1877 al 1882 esercitò la professione di docente dell'università islamica della "Dār al-ʿulūm" (Casa delle scienze). Teneva corsi innovatori, affinché i giudici potessero applicare il diritto islamico ricorrendo a un approccio moderno e adeguato ai tempi.

Fu revocato dal suo posto dal Chedivè Tawfīq che lo nominò redattore del giornale governativo "al-Waqāʿī al-miṣriyya" ("Avvenimenti egiziani"). In tale giornale egli scrisse numerosi articoli sull'importanza dell'istruzione e sulla condanna della corruzione e della poligamia. Affermò parimenti che il regime parlamentare non era affatto incompatibile con l'Islam, come affermavano invece i "dotti" musulmani più conservatori.
Dopo la sua partecipazione alla rivolta di ʿUrābī, fu costretto all'esilio, dapprima in Libano, poi in Francia. Per più di sei anni non ebbe più diritto a tornare in patria. ʿAbduh passò molti anni della sua vita in Libano, dove lavorò alla costruzione di un sistema d'istruzione islamica. Tradusse l'opera di al-Afghānī "Refutazione dei materialisti" e svolse varie conferenze. Nel 1884, partì per la Francia, dove raggiunse al-Afghānī. Insieme editarono un giornale rivoluzionario islamico, al-ʿUrwa al-Wuthqà, che aveva connotati anti-britannici, e che era soprattutto letto da orientalisti francesi e italiani.

Al suo rientro in Egitto nel 1888, ʿAbduh cominciò la sua carriera nella magistratura e fu nominato giudice in un tribunale nazionale di prima istanza. Nel 1891, fu nominato giudice di Corte d'Appello.

In tale funzione si batté principalmente contro la corruzione, che all'epoca era dilagante.

Proseguì a lavorare su una riforma islamica e dette alle stampe nel 1897 un suo trattato filosofico (Risālat al-Tawḥīd, o "Lettera sull'Unità divina").

Nel 1889, divenne muftī, un titolo che conservò fino alla sua morte. In tale ruolo promanò numerose fatwā, una delle quali autorizzava i musulmani a depositare i loro soldi nelle Casse di Risparmio, legalizzando così indirettamente il prestito a interesse. Un'altra fatwa autorizzava i musulmani del Transvaal a mangiare carne non halāl.
Nel 1892, aderisce alla Società di Beneficenza musulmana, di cui diventerà presidente nel 1900. Fonda lo stesso anno la Società per il Rinnovamento delle Scienze arabe.
Nel 1892, propose al Chedivè ʿAbbās II una riforma dell'insegnamento dato nell'Università-moschea di al-Azhar, e riuscì a introdurre nell'università materie moderne, prima di scontrarsi con una forte opposizione conservatrice che lo costrinse a dimettersi nel 1905.
La sua opera era principalmente indirizzata agli intellettuali occidentali, viventi o meno in un Paese musulmano. Respinse lo sforzo di alcuni di metter fine all'interpretazione autentica, limitandosi alla riproposizione acritica e meccanica degli schemi elaborati in un passato a volte assai lontano nel tempo. Egli difendeva di fatto il principio dell'esistenza del libero arbitrio umano elargitogli da Dio e condannava la dottrina della predestinazione.
ʿAbduh insegnava che le leggi devono essere adattate alla realtà moderna, nell'interesse del bene comune.
Si concentrò d'altra parte principalmente sul tema dell'istruzione e affermò che la fede dei "pii antenati" (salaf ) era ragionevole e pragmatica. Per lui l'Islam è riformabile, malgrado la sua riforma sia intralciata da strutture religiose rigide, imposte da personalità religiose contemporanee.
I più fedeli discepoli di ʿAbduh furono Muhammad Rashīd Ridā, con cui collaborò per la redazione del giornale al-Manār e ʿAlī ʿAbd al-Rāziq. I due studiosi si espressero in particolare sul tema dell'abolizione del Califfato attuata da parte di Atatürk nel 1924, e sulla riforma che entrambi ritenevano necessaria dell'Islam.

Le sue idee ebbero grandissima influenza nei paesi musulmani, soprattutto in Indonesia e in Algeria, dove influenzarono l'Associazione degli ulema algerini.